# 770 de la Avenida Eastern Parkway
El número 770 de Eastern Parkway (en yidis: 770 איסטערן פארקוויי‎) es la dirección de la sede central a nivel mundial del movimiento jasídico Jabad-Lubavitch. Eastern Parkway es una avenida en el barrio de Crown Heights, Brooklyn, Nueva York

## Historia
La casa, de estilo neogótico, fue construida en 1920 y originalmente servía como centro médico. En 1940, con la ayuda de Jacob Rutstein y su hijo Nathan Rothstein, el edificio fue adquirido por la organización Agudas Chasidei Chabad en nombre del movimiento Jabad Lubavitch y como hogar del rebe Iosef Itzjak Schneerson. El rabino Schneerson estaba paralizado y necesitaba una silla de ruedas cuando llegó a los Estados Unidos en 1940. Un edificio con ascensor necesitaba ser comprado para su uso como casa y como sinagoga.
Durante la década de 1940, el edificio, que pronto se conoció como el 770 se convirtió en el centro y en la sede central de Jabad. Sirvió como la sinagoga principal de Jabad, como Yeshivá y como oficina para la organización Merkos L'Inyonei Chinuch. El rabino Iosef Itzjak Schneerson vivía en un apartamento en el segundo piso. Cuando Menachem Mendel Schneerson llegó de Polonia a Nueva York en 1941, su suegro lo nombró presidente de Merkos L'Inyonei Chinuch. La oficina del joven rabino Schneerson estaba ubicada en el primer piso del número 770 cerca de la sinagoga.
Después de la muerte del rabino Iosef Itzjak en enero de 1950, su yerno y sucesor, Menachem Mendel Schneerson, continuó usando su propia oficina en el piso principal para dirigir el movimiento, al tiempo que mantenía su residencia personal en la calle President, a varias cuadras de distancia. La esposa del rabino Iosef Itzjak permaneció en su apartamento del segundo piso hasta su muerte. Sus dos hijas la visitaban a menudo en su apartamento, y durante su vida el nuevo rabino realizaba allí comidas semi-privadas para la familia y los visitantes seleccionados en ocasiones festivas. Actualmente, el apartamento y la oficina del anterior rebe están cerradas al público. Desde 1994, la oficina de Schneerson en el primer piso se utiliza durante el Shabat y las festividades judías como sala de oración abierta al público durante las horas de rezo.
Desde su creación, la sinagoga ha servido a tres propósitos paralelos. Es un lugar de servicios diarios de oración, una sala de estudio para estudiantes avanzados y un salón de asambleas para las reuniones de Jabad, conocidas como Farbrenguen. Aquí el rebe de Lubavitch instruía a los jasidim sobre la observancia de observar la Torá e impartía lecciones sobre la filosofía y la práctica del jasidismo.
A medida que el movimiento Lubavitch crecía en los Estados Unidos, la sinagoga original se hizo demasiado pequeña para albergar a los jasidim y a los estudiantes de las yeshivot que venían a orar y a estudiar allí. La sinagoga fue ampliada en varias etapas. El primer anexo se añadió en 1960, y las expansiones posteriores tuvieron lugar a finales de la década de 1960 y nuevamente a mediados de la década de 1970. La sinagoga alcanzó entonces su tamaño actual. La sinagoga original permanece como una pequeña sala de estudio utilizada por los estudiantes rabínicos (talmidim) durante la semana. En 1988, el rabino Schneerson colocó la primera piedra de un proyecto de renovación en curso.
El edificio original forma parte de un bloque más grande mantenido por la organización Agudas Chasidei Chabad. Este bloque incluye la sinagoga principal, un Kolel (Kollel Tiferes Zekeinim), y la biblioteca de la comunidad. También alberga las oficinas de la secretaría del movimiento Lubavitch.
El número 770 de la Avenida Eastern Parkway es un sitio icónico considerado sagrado por los miembros del movimiento Jabad. Atrae a miles de visitantes cada año. El edificio está reconocido como una sinagoga judía ortodoxa, abierta a todas las personas, con una sección de hombres en la planta baja y una sección de mujeres en el piso superior. Durante el Shabat y los días festivos, se pueden encontrar grupos de oración más pequeños congregándose por todo el edificio, incluyendo el vestíbulo y la oficina utilizada por el rebe dentro del edificio. El nombre oficial de la sinagoga es Agudas Chasidei Chabad, aunque se hace referencia a ella con otros nombres a través de la comunidad mundial de Jabad, entre esos otros nombres cabe destacar: Beis Moshiach ("La casa del Mesías") y Beis Rabbeinu ShebeBovel ("La casa de nuestro maestro en Babilonia"). Una disputa sobre la propiedad legal del número 770 de Eastern Parkway dio lugar a una decisión judicial, que otorgó la propiedad a las organizaciones Merkos L'Inyonei Chinuch y Agudas Chasidei Chabad.

## Edificios

### Edificio principal
El edificio alberga una yeshivá con aproximadamente 600 estudiantes. Esta yeshivá forma parte de la red de instituciones educativas Tomjei Tmimim, fundada por el quinto rebe de Jabad, Sholom Dovber Schneersohn. Cuando el sexto rebe de Jabad, el rabino Iosef Itzjak Schneerson, llegó a los Estados Unidos, fundó una nueva yeshivá que comenzó con pocos estudiantes. A medida que la comunidad creció, la yeshivá de la Avenida Eastern Parkway se expandió, lo que llevó a la creación de más yeshivot para atender la demanda de educación religiosa.

### Réplicas en otros países
Los jasidim de Lubavitch han construido réplicas del edificio 770 de la Avenida Eastern Parkway. Estas réplicas se pueden encontrar en el barrio de Ramat Shlomo en Jerusalén y en el pueblo de Kfar Chabad en Eretz Israel. Las huchas de tzedaká y las mezuzot, están decoradas con la imagen del edificio. Las bodegas Joseph Zakon ubicadas en la ciudad de Nueva York elaboran un vino llamado "770".

## Galería de imágenes

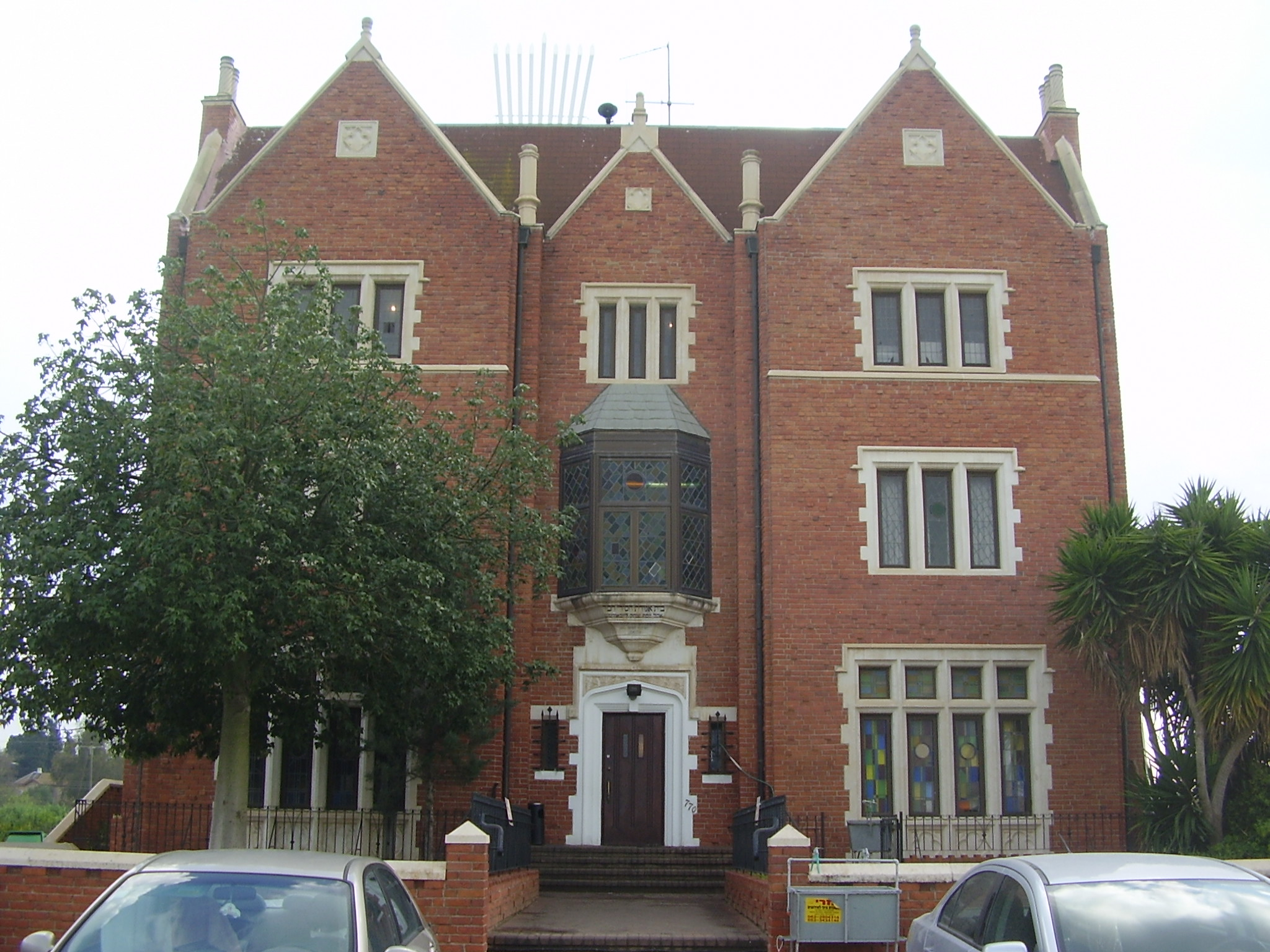
Una réplica del 770 en Kfar Chabad, Israel
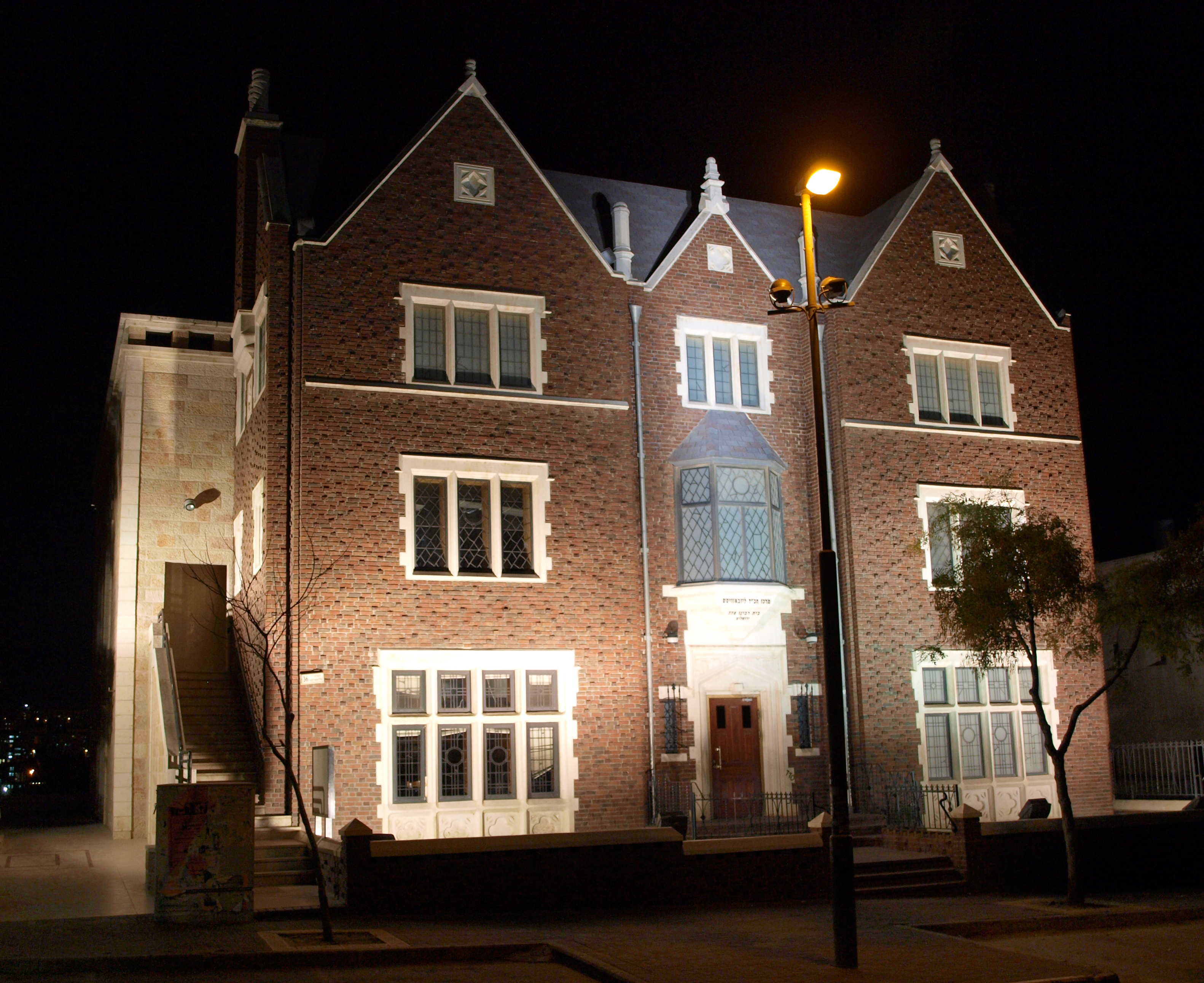
Una réplica del 770 ubicada en el barrio de Ramat Shlomo, en Jerusalem, Israel
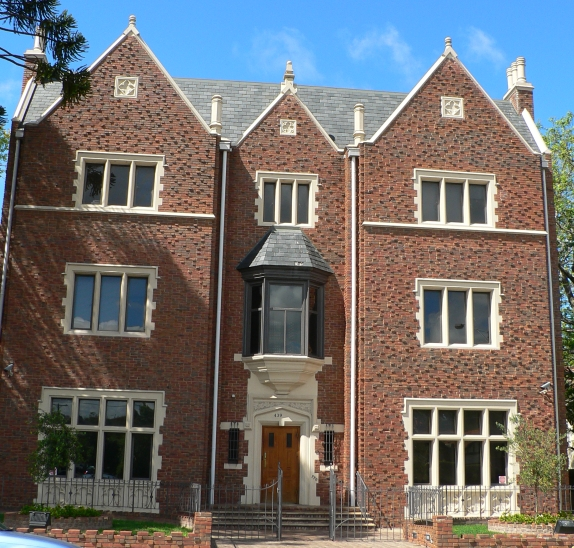
Una réplica del 770 en Melbourne, Australia.
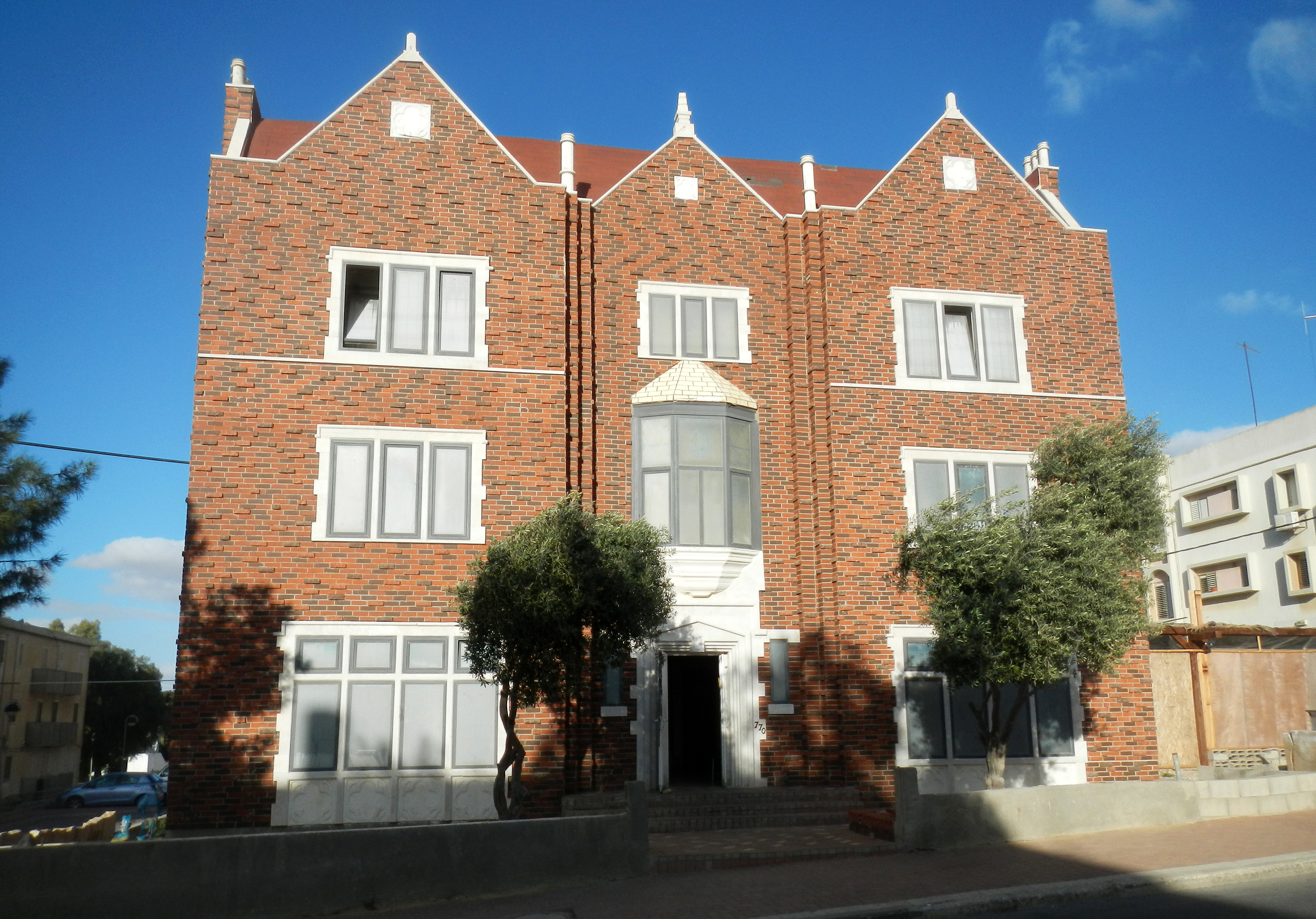
Una réplica del 770 de la Avenida Eastern Parkway ubicada en Mitzpe Ramon, Israel
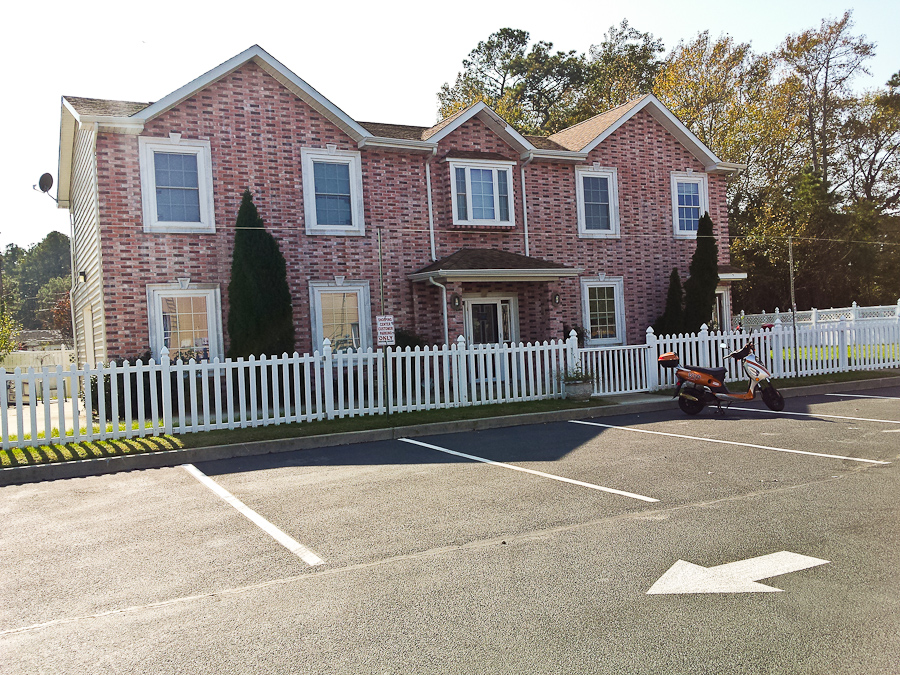
Una réplica del 770, en la Congregación Ahavat Shalom en Ocean City, Maryland.